# Jamshedpur
Jamshedpur (Hindi जमशेदपुर, Jamśedpur) ist eine Stadt im indischen Bundesstaat Jharkhand mit etwa 630.000 Einwohnern (Volkszählung 2011). Sie ist Verwaltungssitz des Distrikts Purbi Singhbhum.
Die Stadt ist nach Jamshedji Tata benannt. Tata wollte ein großes Stahlwerk zusammen mit einer Stadt für die dort Beschäftigten errichten. Sein Sohn Dorabji Tata führte das Projekt nach seinem Tod aus. Im Jahr 1907 wurde das Dorf Sakchi als Standort festgelegt. Die daraus entstandene Planstadt erhielt 1919 den Namen Jamshedpur. Dieser industriell wichtigste Ort Jharkhands ist zugleich eine der am schnellsten wachsenden Städte des indischen Bundesstaates. Als mittlerweile zweitgrößte Stadt verfügt Jamshedpur über eine gut ausgebaute Infrastruktur, wichtige Straßen und Eisenbahn-Verbindungen, Eisen- und Stahlwerke (Tata Steel), eine Lokomotivteil- und Lastkraftwagenproduktion Tata Motors (früher Tata Engineering and Locomotive Company) sowie Fabriken für die Herstellung von Landwirtschaftsmaschinen.
Jamshedpur ist seit 1962 Bischofssitz des Bistums Jamshedpur.
|                       | Jan  | Feb  | Mär  | Apr  | Mai  | Jun   | Jul   | Aug   | Sep   | Okt  | Nov  | Dez  |   |         |
| Mittl. Tagesmax. (°C) | 26,2 | 29,3 | 34,4 | 38,9 | 39,6 | 36,2  | 32,3  | 31,9  | 32,1  | 31,5 | 29,0 | 26,2 | ⌀ | 32,3    |
| Mittl. Tagesmin. (°C) | 11,6 | 14,5 | 18,6 | 23,7 | 26,2 | 26,2  | 25,1  | 25,2  | 24,6  | 21,7 | 16,0 | 11,7 | ⌀ | 20,4    |
|                       |      |      |      |      |      |       |       |       |       |      |      |      |   |         |
| Niederschlag (mm)     | 13,7 | 25,5 | 26,8 | 37,3 | 58,2 | 203,8 | 292,1 | 304,7 | 210,0 | 84,1 | 11,3 | 6,2  | Σ | 1.273,7 |
|                       |      |      |      |      |      |       |       |       |       |      |      |      |   |         |
| Regentage (d)         | 2,2  | 3,5  | 3,4  | 4,3  | 6,4  | 13,6  | 19,3  | 18,3  | 14,7  | 5,9  | 1,2  | 1    | Σ | 93,8    |

| 11,6 |

| 14,5 |

| 18,6 |

| 23,7 |

| 26,2 |

| 26,2 |

| 25,1 |

| 25,2 |

| 24,6 |

| 21,7 |

| 16,0 |

| 11,7 |

| 11,6 |

| 14,5 |

| 18,6 |

| 23,7 |

| 26,2 |

| 26,2 |

| 25,1 |

| 25,2 |

| 24,6 |

| 21,7 |

| 16,0 |

| 11,7 |

## Infrastruktur
In Jamshedpur befindet sich das National Metallurgical Laboratory, acht Berufsschulen mit Anbindung an die Universität in Ranchi und eine der drei Unikliniken des Staates. Außerdem hat die Firma Tata auch ihren Teil zu der effizienten Infrastruktur beigetragen, denn sie finanzierte den Straßenbau mit.
Noch wichtiger für die Stadt ist die Trinkwasserversorgung, die auch durch Tata gesichert wird. Das Unternehmen stellt Trinkwasser in einem riesigen See bereit. Dieser See, in den Elefantenbergen gelegen, der Dimna-Stausee, diente schon den Engländern in den 1950er-Jahren und den darauf folgenden deutschen Ingenieuren in den 1960er-Jahren samt Familien als beliebtes Naherholungsziel, da man dort auch wunderbar schwimmen und segeln konnte.
Die enorm schnelle industrielle Entwicklung, vor allem im Stahlbereich, führte zu großen Umweltschäden, wie etwa Luftverschmutzung oder Rodung von Bäumen. Die Stadt ist nur drei Stunden mit dem Zug von Kolkata entfernt. Die Stadt wird durch die großzügige Unterstützung von der Firma Tata auch „Tatanagar“ genannt.

## Persönlichkeiten
- Christian Zacharias (* 1950), deutscher Dirigent und Pianist
- Madhusree Dutta (* 1959), Filmemacherin, Autorin und Kuratorin
- Simone Singh (* 1974), indische Schauspielerin
- Priyanka Chopra (* 1982), indische Filmschauspielerin
- Varun Aaron (* 1989), Cricketspieler